# Alexandre Skorobogatov
Pour les articles homonymes, voir Skorobogatov.
Alexandre Skorobogatov (en russe : Алекса́ндр Ви́кторович Скоробога́тов), né en 1963 à Grodno (Biélorussie), est un romancier russe résidant actuellement à Anvers, Belgique.

## Biographie
Il commença ses études à Minsk à l’Institut d’État pour les Beaux-Arts où il choisit comme matière le cinéma et la composition dramatique. Il continua une formation de théologien à l’Institut Saint-Serge de Paris. Il termina sa formation à Moscou à l’Institut de littérature Maxime-Gorki.
Il commença à écrire jeune des œuvres qui furent refusées de publication par les éditeurs. Ce qui l’obligea à dix-neuf ans à chercher à vivre de divers petits boulots et à découvrir ainsi la vie nocturne des gardiens de nuit ou le monde du cirque.
Enfin, il a fait les études à l'Institut de littérature Maxime-Gorki, où il découvrit un espace inhabituel de liberté. Il put alors devenir journaliste. Son mariage avec une Belge le mena en Belgique où il vit depuis 1992 à Anvers. La plupart de ses œuvres ont été traduites en néerlandais et commencent à l'être en français.
Son roman Le Bourreau, publié à 3 100 000 exemplaires, eut un immense succès et a été considéré par le magazine littéraire Iounost comme une grande œuvre de la littérature russe contemporaine.

## Son œuvre romanesque
- Le Bourreau, 1989.
- Sergeant Bertrand, 1991 revu en 2004 (traduit en français sous le titre Véra, traduit du russe par Dany Savelli,  éd. Autrement).
- Audience chez sa majesté, 1994.
- Terre sans eau, 1997 revu 2002.
- Cocaïne, 2003.
- Portrait d’une fille inconnue, 2008.